# Mardoqueo Henríquez
José Mardoqueo Henríquez Dubón (Cerrón Grande, Cabañas, El Salvador, 24 de mayo de 1987) es un exfutbolista salvadoreño. Jugaba de defensor central y su último equipo afiliado a la FIFA  fue Club Deportivo Águila Feronikeli.

## Trayectoria
Sus inicios en el fútbol se remontan a las escuelas de fútbol del Cerrón Grande en el departamento de Cabañas. Para el año 2003 debutó con el equipo El Roble de Ilobasco, de la Segunda División, y el 2004 vistió la camisola del Club Deportivo FAS. 
Ya para el 2009 se había consolidado como titular de la defensa central, y jugó la final del Torneo Apertura de ese año, ganada por los santanecos 3:2. También disputó otra final en el Torneo Clausura ante el Alianza, aunque esta vez perdida por marcador de 1:2.
Henríquez dejó las filas del FAS para incorporarse al Club Deportivo Águila, en el Torneo Apertura 2011, y con el conjunto «emplumado», nuevamente logró un título nacional en el Clausura 2012. Aunque fue separado del equipo en marzo del 2013, y posteriormente  contratado por el Luis Ángel Firpo, Henríquez retornó al conjunto aguilucho para el Torneo Apertura 2013.

### Selección nacional
Con la selección nacional de El Salvador, participó en la Copa Centroamericana 2011 y 2013; la Copa de Oro de la Concacaf 2007, 2009 y 2013; así como en las eliminatorias de Concacaf para las copas mundiales de 2010 y 2014.

### Suspensión de por vida del fútbol
El 20 de septiembre de 2013, la Federación Salvadoreña de Fútbol le suspendió de por vida de toda actividad relacionada con este deporte junto a otros trece futbolistas, al haber sido declarados culpables de amaños en juegos de la selección nacional.

## Clubes
| Club                    | País        | Año       | Partidos | Goles |
| ----------------------- | ----------- | --------- | -------- | ----- |
| Club Deportivo El Roble | El Salvador | 2003      |          |       |
| Club Deportivo FAS      | El Salvador | 2004-2011 |          |       |
| Club Deportivo Águila   | El Salvador | 2011-2013 | 68       | 3     |

### Carrera como legionario
| Club                  | Div.                | Temporada           | Liga  | Liga  | Copas nacionales | Copas nacionales | Copas internacionales | Copas internacionales | Total | Total |
| Club                  | Div.                | Temporada           | Part. | Goles | Part.            | Goles            | Part.                 | Goles                 | Part. | Goles |
| --------------------- | ------------------- | ------------------- | ----- | ----- | ---------------- | ---------------- | --------------------- | --------------------- | ----- | ----- |
| Zeravani SC Kurdistán | 1.ª                 | 2014                |       |       |                  |                  |                       |                       |       |       |
| Zeravani SC Kurdistán | Total               | Total               | 0     | 0     | 0                | 0                | 0                     | 0                     | 0     | 0     |
| Total en su carrera   | Total en su carrera | Total en su carrera | 0     | 0     | 0                | 0                | 0                     | 0                     | 0     | 0     |

## Palmarés

### Trofeos nacionales
| Título          | Club   | País        | Año  |
| --------------- | ------ | ----------- | ---- |
| Torneo Apertura | FAS    | El Salvador | 2004 |
| Torneo Clausura | FAS    | El Salvador | 2005 |
| Torneo Apertura | FAS    | El Salvador | 2009 |
| Torneo Clausura | Águila | El Salvador | 2012 |